# ۲۰۲ (عدد)
۲۰۲ یک عدد طبیعی است که بعد از ۲۰۱ و قبل از ۲۰۳ قرار دارد.